# NieA 7
NieA_7 (ニアアンダーセブン, nia andā sebun) est un anime de treize épisodes et aussi un manga de Yoshitoshi ABe et gK prépublié dans Monthly Ace Next entre octobre 1999 et janvier 2001.
NieA_7 serait l'anagramme d'ALieN.[réf. souhaitée]

## Histoire
NieA_7 raconte les aventures de Mayuko, une étudiante pauvre et introvertie, qui vit dans un vieil établissement de bain public japonais dans la paisible ville d'Enohana, et de NieA, une extraterrestre resquilleuse et insouciante, qui vit dans son placard.
L'histoire tient place une vingtaine d'années après le crash d'un ovni au Japon. Les aliens d’apparence presque humaine (distingués par la forme pointue de leurs oreilles et l'antenne qu'ils ont sur la tête) se sont mêlés à la population et occupent des emplois divers, essayant de contribuer au mieux à la bonne marche de la société. De cette contribution dépend leur « statut social », allant de « under 7 » à « plus 5 ».
La ville d'Enohana se trouve tout près de la zone du crash, et par beau temps on peut apercevoir la silhouette du vaisseau mère. Le profond cratère a commencé à reverdir et il est habité par une population d'aliens « under » qui y ont bâti quelques petites maisons. On y trouve aussi forêt très épaisse, composée d'un mélange d'arbres terriens et de plantes alien parfois assez dangereuses.

## Personnages
- NieA (ニア, Nia?)

jeune extraterrestre insouciante qui est classée à l'échelon le plus bas (under 7). Elle n'a pas l'antenne que les autres extraterrestres ont sur la tête. Elle vit dans le placard de Mayuko. Elle ne semble pas travailler et ne fais pas grand chose pour améliorer son statut d'under 7. Elle passe ses journées à fabriquer des ovnis à partir de bric à brac récupéré dans les décharges publiques et à se relaxer sur le toit de l'appartement de Mayuko. Très gloutonne, elle ne laissera jamais passer l'occasion de manger gratuitement.
- Mayuko Chigasaki (茅ヶ崎まゆ子, Chigasaki Mayuko?)

étudiante qui habite une chambre d'un bain public japonais Enohana Yu, et qui vit de petits boulots. Très réservée, elle n'aime pas trop attirer l'attention des autres et elle essaye de cacher ses difficultés financières. Son quotidien est rendu plus difficile par la présence de NieA, extravertie et insouciante, qui l’embarrasse souvent. Elle est courageuse et travailleuse, et appréciée des gens qui la connaissent bien.
- Chiaki Komatsu (小松ちあ紀, Komatsu Chiaki?)

étudiante dans la même école préparatoire que Mayuko. Elle est OVNI-maniaque.
- Genzo Someya (染谷源蔵, Someya Genzo?)

ami d'enfance de Mayuko.
- Kotomi Hiyama (樋山言実, Hiyama Kotomi?)

énergique propriétaire d'Enohana Yu. Cette jeune femme occupe un emploi à côté de son travail de gestion des bains. Elle est toujours à la recherche de bonnes idées pour améliorer la fréquentation des bains ou réduire les charges d'exploitation.
- Nenji Yoshioka (吉岡稔持, Yoshioka Nenji?)

surnommé Yoshinen. Il est chauffeur des bains et légèrement pyromane. Il est attentif, gentil et calme (en dehors de ses excès d’enthousiasme avec la chaudière). Il est secrètement amoureux de sa patronne, Kotomi-san.
- Momo Enoshima (荏ノ嶋モモ, Enoshima Momo?)

vieille dame qui gère le bain.
- Shuhei Karita (狩田修平, Karita Shuhei?)

chef de restaurant "Quartier" où Mayuko travaille. C'est un bon cuisinier mais un peu rêveur et assez maladroit.
- Chie Karita (狩田智恵, Karita Chie?)

fille de Shuhei. Le nom de restaurant vient de son nom (Quartier se prononce "Karuchie" en japonais). Malgré son jeune age, cette élève d'école primaire est assez mature et aide son père un peu tête en l'air à gérer le restaurant. C'est une fan de jeux vidéo.
- Chada (チャダ, Chada?)

extraterrestre indophile, mais il se méprend beaucoup sur l'Inde.
- Karna (カーナ, Kāna?)

extraterrestre sinophile, mais elle se méprend beaucoup sur la Chine.
- Geronimo Hongo (ジェロニモ本郷?)

extraterrestre qui habitait la baraque d'Enohana. Il a réussi à devenir la vedette au Japon. Son classement actuel est +5.

## Fiche technique
- Année : 2000
- Réalisation : Takuya Sato
- Character design : Yoshitoshi ABe
- Animation : Triangle staff corp.
- Licencié en France par : Déclic Images
- Nombre d'épisodes : 13

## Doublage
Mayuko Chigasaki
Voix japonaise : Ayako Kawasumi et Natsumi Kawase (enfant)
Voix Française : Adeline Chetail
NieA
Voix japonaise : Yuko Miyamura
Voix Française : Delphine Rivière
Genzo Someya
Voix japonaise : Akira Okamori
Voix Française : Martial Leminoux
Chada
Voix japonaise : Allan Schintu
Voix Française : Gilbert Levy
Momo Enoshima
Voix japonaise : Chieko Ichikawa
Voix Française : Guylène ouvrard
Chiaki Komatsu
Voix japonaise : Fumiko Orikasa
Voix Française : Françoise Escobar
Shuhei Karita
Voix japonaise : Hozumi Gôda
Voix Française : Vincent Violette
Chie Karita
Voix japonaise : Mari Ogasawara
Voix Française : Isabelle Volpe
Kotomi Hiyama
Voix japonaise : Rumi Ochiai
Voix française : Laurence Bréheret
Geronimo Hongo
Voix japonaise : Susumu Chiba
Nenji Yoshioka
Voix japonaise : Takayuki Sugo
Voix Française : Cyrille Monge
Doublage Français : Studio LINCOLN
Adaptation Française : Frédéric Roques

## Liste des épisodes
| No | Titre français                      | Titre japonais                     | Titre japonais                       | Date de 1re diffusion |
| No | Titre français                      | Kanji                              | Rōmaji                               | Date de 1re diffusion |
| -- | ----------------------------------- | ---------------------------------- | ------------------------------------ | --------------------- |
| 1  | Aliens & lancement d'OVNI           | 宇宙人と、打ち上げUFOの湯          | Uchūjin to uchiage yūfō no yu        | 26 avril 2000         |
| 2  | Aliens & bains spatiaux en folie    | 宇宙人と、暴れ宇宙風呂の湯         | Uchūjin to abare uchū buro no yu     | 3 mai 2000            |
| 3  | Aliens & bruits radio               | 宇宙人と、レディオノイズの湯       | Uchūjin to redio noizu no yu         | 10 mai 2000           |
| 4  | Aliens & apprentie serveuse         | 宇宙人と、新米ウェイトレスの湯     | Uchūjin to sin'mai weitoresu no yu   | 17 mai 2000           |
| 5  | Aliens & salles d'arcades racornies | 宇宙人と、激枯アミューズメントの湯 | Uchūjin to gekikare amūzumento no yu | 24 mai 2000           |
| 6  | Aliens & bains concurrents          | 宇宙人と、ライバル銭湯の湯         | Uchūjin to raibaru sentō no yu       | 31 mai 2000           |
| 7  | Vaisseau-mère, pot et nuages        | 母船と合コンと曇り空の湯           | Bosen to gōkon to kumorizora no yu   | 7 juin 2000           |
| 8  | Mélancolie et reste d'été           | ゆーうつと、夏のぬけがらの湯       | Yūutsu to natsu no nukegara no yu    | 14 juin 2000          |
| 9  | Rencontre rapprochée et éclaircie   | 接近遭遇と、雨上がりの湯           | Sekkin sōgū to ameagari no yu        | 21 juin 2000          |
| 10 | Lueurs et Luciole et Nocturne       | 蛍火と、夜想曲の湯                 | Hotarubi to yasōkyoku no yu          | 28 juin 2000          |
| 11 | NieA: Under Seven - Partie 1        | にあ・あんだーせぶんの湯（前編）   | Nia andā sebun no yu (Zenpen)        | 5 juillet 2000        |
| 12 | NieA: Under Seven - Partie 2        | にあ・あんだーせぶんの湯（後編）   | Nia andā sebun no yu (Kōhen)         | 12 juillet 2000       |
| 13 | Le temps s’écoule à Enohana         | 荏の花に、時は流れるの湯           | Enohana ni toki wa nagareru no yu    | 19 juillet 2000       |